# 플로팅 게이트 MOSFET
플로팅 게이트 MOSFET(Floating-gate MOSFET, FGMOS), 플로팅 게이트 MOS 트랜지스터 또는 플로팅 게이트 트랜지스터는 게이트가 전기적으로 절연되어 플로팅을 생성하는 일종의 금속 산화물 반도체 전계 효과 트랜지스터(MOSFET)이다. 노드는 직류이고 다수의 2차 게이트 또는 입력이 플로팅 게이트(FG) 위에 배치되어 FG로부터 전기적으로 절연된다. 이러한 입력은 FG에만 용량적으로 연결된다. FG는 저항성이 높은 물질로 둘러싸여 있기 때문에 FG에 포함된 전하가 오랜 기간 동안 변하지 않고 유지된다(최신 장치에서는 일반적으로 10년 이상). 일반적으로 파울러-노르드하임 터널링 또는 핫 캐리어 주입 메커니즘은 FG에 저장된 전하량을 수정하는 데 사용된다.
FGMOS는 일반적으로 플로팅 게이트 메모리 셀, EPROM, EEPROM 및 플래시 메모리 기술의 디지털 저장 요소로 사용된다. FGMOS의 다른 용도로는 신경망의 신경 계산 요소, 아날로그 저장 요소, 디지털 전위차계 및 단일 트랜지스터 DAC가 있다.

## 같이 보기
- 절연 게이트 양극성 트랜지스터
- MOSFET